# Gebäude des Zentralkomitees der Kommunistischen Partei Frankreichs

Das Gebäude vom Place du Colonel-Fabien gesehen

Das Gebäude des Zentralkomitees der Kommunistischen Partei Frankreichs (französisch: Siège du Parti communiste français, deutsch: Zentrale der Kommunistischen Partei Frankreichs) ist ein Gebäude im 19. Arrondissement der französischen Hauptstadt Paris.

## Geschichte
Oscar Niemeyers Entwurf stammt aus dem Jahr 1965 und entstand in Zusammenarbeit mit den französischen Architekten Jean de Roche und Paul Chemetov. Niemeyer, selbst Kommunist, bekam freie Hand und arbeitete ohne Honorar.
Das Bürogebäude wurde 1971 fertiggestellt, der Sitzungssaal des Zentralkomitees wurde 1979/80 gebaut. Seit 2007 hat das Gebäude den Status eines Monument Historique.

## Lage und Gebäude
Der Sitz der Kommunistischen Partei Frankreichs steht auf einem leicht ansteigenden Grundstück mit dreieckigem Grundriss. Die am tiefsten liegende Spitze des Grundstücks zeigt auf den Place du Colonel-Fabien, benannt nach dem kommunistischen Mitglied der Resistance Pierre Georges.
Das Bürogebäude ist im hinteren Teil des Grundstücks auf fünf Betonpfeilern platziert und verdeckt die zum Teil wenig ansehnlichen Nachbargebäude. Die geschwungene Fassade entwarf Niemeyer gemeinsam mit dem französischen Architekten Jean Prouvé. Diese erinnerte sowohl an Niemeyers Entwurf für das 1965 fertiggestellte Edifício Copan, als auch an eine wehende Fahne.
Die untere Ebene mit einer großen Eingangshalle ist in den Hang gebaut und von außen kaum erkennbar. Unter der halbversenkten Kuppel im vorderen Teil des Grundstücks befindet sich der Sitzungssaal des Zentralkomitees.